# Ediger-Eller
Ediger-Eller is een plaats in de Duitse deelstaat Rijnland-Palts, en maakt deel uit van de Landkreis Cochem-Zell.
Ediger-Eller telt 1028 (2012) inwoners.

## Geschiedenis

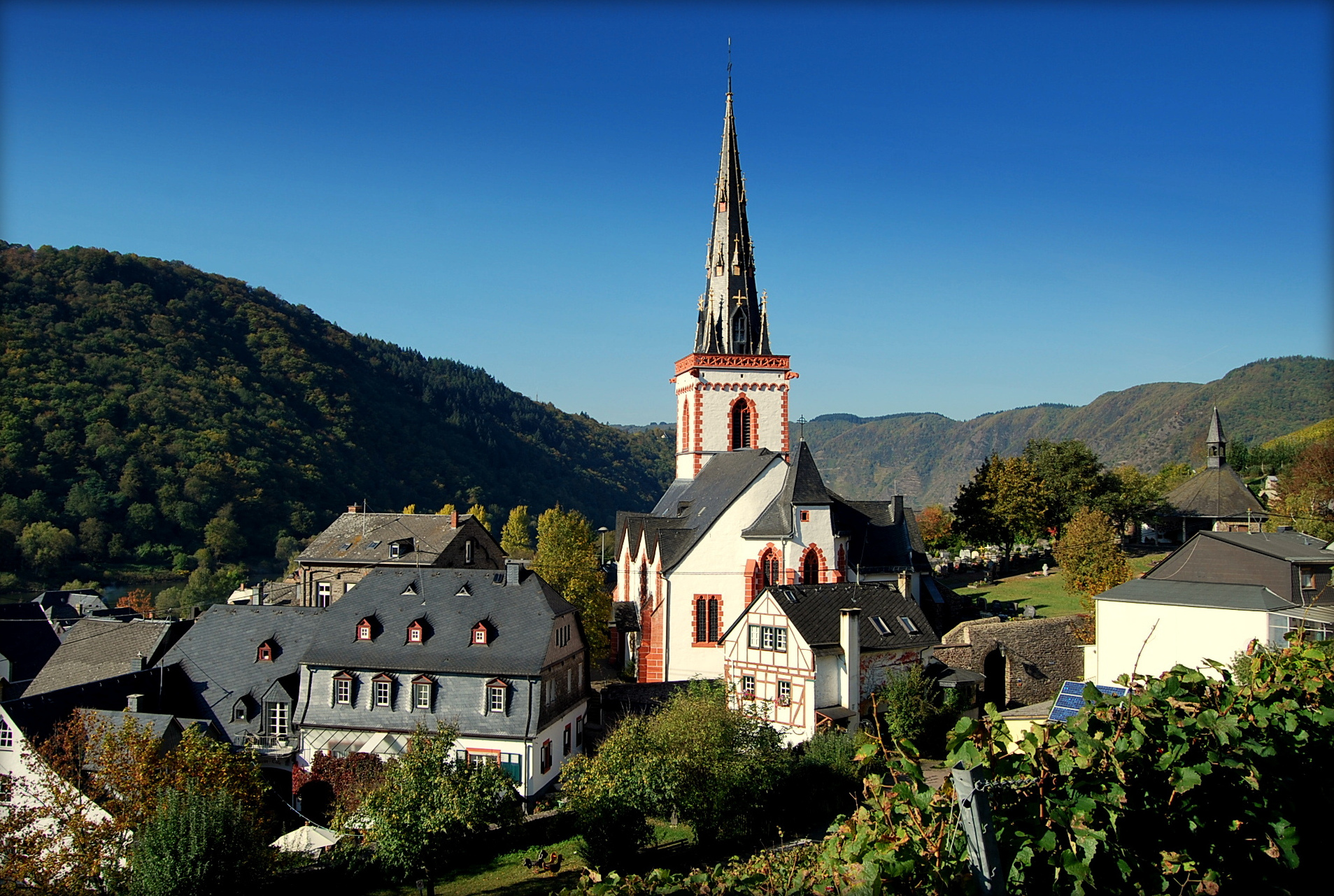
Ediger met de rooms-katholieke parochiekerk Sint Martinus

Potscherven die aangetroffen werden in de omgeving en vervaardigd werden in een Romeinse fabriek nabij Trier, suggereren dat er mogelijk reeds bewoning was vanaf de 2de of 3de eeuw. Daarnaast werden er op de Hochkessel, aan de andere kant van de Moezel, overblijfselen van een stenen muur aangetroffen die mogelijk van een Keltisch vluchtkasteel waren. Eveneens aan de overzijde van de Moezel werden daarnaast ook sporen van een Romeins-Gallische begraafplaats te Peters-Kapelle te Neef gevonden. Ten slotte werden er ook sporen van een garnizoensvoorpost van het Romeinse legioen aangetroffen in de hoogte van de Calmont.
Door middel van bronnenonderzoek werd vastgesteld dat de gemeenschappelijke geschiedenis van de twee woonkernen minstens teruggaat tot het jaar 693. De plek was omstreeks deze periode de zetel van een aan Sint-Fridolin gewijd klooster.

## Bezienswaardigheden
Ediger-Eller is rijk aan religieuze monumenten, zoals de rooms-katholieke Sint-Martinuskerk van Ediger met een rijk interieur en bijzonder sterrengewelf, de eveneens rooms-katholieke Sint Hilariuskerk van Eller, een kruisweg uit de 18e eeuw en een aantal kapellen. Delen van de ommuring zijn behouden, waaronder enkele torens. Ediger-Eller kent een groot aantal vakwerkhuizen die voorkomen op de monumentenlijst van Rijnland-Palts en een synagoge, de Synagoge van Ediger-Eller.

## Geografie
De plaats is een Ortsgemeinde en maakt deel uit van de Verbandsgemeinde Cochem-Land. Ediger-Eller is enerzijds gelegen aan de Moezel en anderzijds aan de voet van de Calmont.

## Politiek
De gemeenteraad bestaat uit 16 raadsleden, die verkozen werden tijdens de gemeentelijke verkiezingen van 2019. Voorzitter van de gemeenteraad is ortsbürgermeister Bernhard Himmen, voorts is de raad als volgt samengesteld:
|      | CDU         | FWG         |
| ---- | ----------- | ----------- |
| 2019 | Gezamenlijk | Gezamenlijk |
| 2014 | 6           | 10          |
| 2009 | 9           | 7           |
| 2004 | 5           | 11          |